# Love In This Club Part II
Love In This Club Part II este o piesă R&B  a cântărețului american Usher, realizată în colaborare cu Beyoncé și rapperul Lil Wayne și este un remix al piesei Love In This Club. Structura și versurile sunt diferite față de cele ale originalului. Piesa a fost foarte populară așa că a urcat rapid în clasamente, ajungând în top 20 în Bllboard Hot 100. De asemenea, în clasamnetul Billboard Hot R&B/Hip-Hop Songs, a atins poziția cu numărul 7.

## Clasamente
| Clasamnet (2008)                | Poziția maximă |
| ------------------------------- | -------------- |
| Australian Singles Chart        | 96             |
| Canadian Hot 100                | 68             |
| Billboard Hot 100               | 18             |
| Billboard Hot R&B/Hip-Hop Songs | 7              |